# 양세찬
양세찬(梁世燦, 1986년 12월 8일~)은 대한민국의 희극 배우이다.

## 생애
2005년 《웃찾사》시즌 1 '땁따다'에서 희극 배우로 데뷔하였다. 소속 그룹은 "웅이네", "트리플 악셀"이다. 또한 2008년 웅이네 싱글 앨범 [Only One](현재 온라인 음원제공을 하지 않으며 재생불가 상태)로 가수로서도 데뷔하였으며 켠김에왕까지 허강조류 (허준, 강성민 (김형철, 장신민과 그룹 우노멤버활동 및 우노앤베티(그룹 우노와 이의정의 활동그룹이자 마이키 (터보 (김정남, 김종국, 마이키)의 난중난색 피쳐링), 조현민, 류경진)멤버였던 허준과 현재의 OGN인 온게임넷 방송에 출연하여 진행한적이 있으며 OGN(온게임넷) 켠김에왕까지에 이용진과 함께 출연한적 있으나 안타깝게도 이진호는 켠김에왕까지에 나오지못했다.
현재는 SBS 런닝맨에서 유재석, 지석진, 김종국, 하하,  송지효, 전소민과 활동 중이다. 요즘 양세찬 대가리를 퍽퍽치는 깡깡짤이 유행한다.

## 출연작

### 방송
- 《주주클럽》 (KBS2)
- 《웃찾사 시즌 1》 (SBS)
  - 땁따다 (2005)
  - 바디 오케스트라 (2006)
  - 거침없이 킥킥킥 (2007)
  - 웅이아버지 (2007~2009) 왕눈이 아버지 역
  - 취중진상 (2009 <웅이아버지 하던 중>) '미안해' 만 연발하는 취객 역
- 《팔아야 귀국》(채널 A)
- 《하땅사》 (MBC)
  - 〈괜한 자존심〉
- 《코미디빅리그 시즌 3》 (tvN)
  - 〈사생팬〉 팬클럽 회원 역
  - 〈양아치〉
- 《토요일 톡리그》 (tvN)
- 《쇼킹동영상 비주얼 서스펙트》 (tvN)
- 《롤러코스터 시즌 3》 (tvN)
- 《코미디빅리그 시즌 4》 (tvN)
  - 〈남조선 인민 통계 연구소〉
  - 〈1회 편집〉 공사장 역
  - 〈오글오글〉
  - 〈라임의 왕〉 MC빈티노 양둥근 설경구 윤무부 역
- 《누구세요?》 (MBC Every1)
- 《코미디빅리그 시즌 5》 (tvN)
  - 〈라임의 왕〉 윤무부 역
  - 〈레벨업〉 게임 속 '모범생' 캐릭터 역
  - 〈캐스팅〉 연기 잘하는 사람 역
  - 〈직업의 정석〉 양세바리2 역
  - 〈코빅열차〉 용청천의 통역관 역
  - 〈코빅법정〉 도끼 역
  - 〈여자사람친구〉
  - 〈투명인간〉 아무것도 안 보이는 전학생 역
  - 〈시그날〉
  - 〈Love is 뭔들〉
  - 〈리얼극장 선택〉
  - 〈수카페〉
  - 〈리얼극장 초이스〉
  - 〈랜선극장 초이스〉[2]
  - 〈사이코러스〉[3]
  - 〈1%〉
- 《켠김에 왕까지》 (OGN(온게임넷))
- 《소원의섬 캐릭아일랜드 시즌 1》 (투니버스, 온게임넷)
- 《SNL 코리아 시즌 5》 (tvN)
- 《한판만 시즌 3》 (OGN(온게임넷))
- 《소원의섬 캐릭아일랜드 시즌 2》 (투니버스, OGN(온게임넷))
- 《눈치왕》 (tvN)
- 《타임 하우스》 (코미디TV)
- 《소원의섬 캐릭아일랜드 시즌 3》 (투니버스, OGN(구 온게임넷))
- 《소원의섬 캐릭아일랜드 시즌 4》 (투니버스, OGN(온게임넷))
- 《양세찬의 텐》 (JTBC)
- 《출발 드림팀 시즌2》 (KBS)
- 《개밥 주는 남자》 (채널A)
- 《보컬 전쟁 : 신의 목소리》 (SBS)
- 《어느날 갑자기 외.개.인》 (KBS)
- 《나의 머니 파트너 : 옆집의 CEO들》 (MBC)
- 《황금어장 라디오스타》 (MBC)
- 《진짜 사나이》 (MBC)
- 《잘 먹겠습니다》 (JTBC)
- 《스트레스 제로구역 날려버려》 (투니버스)
- 《양세찬의 텐2》  (JTBC2)
- 《맛있을 지도 시즌 3》 (MBC Every1)
- 《골목대장》 (tvN)
- 《셀럽피디》 (KBS2)
- 《풀 뜯어먹는 소리 - 대농원정대》 (tvN)
- 《호구의 연애》 (MBC)
- 《씬의 퀴즈》 (tvN)
- 《뭐든지 프렌즈》 (tvN)
- 《리와인드 - 시간을 달리는 게임》 (채널A)
- 2016년 10월 16일, 10월 30일 SBS 《런닝맨》 (321회, 323회 게스트 출연)
- 2017년 4월 16일 ~ 현재 SBS 《런닝맨》 (346회 ~ 현재)
- 2020년 구해줘! 홈즈 6월 28일 64회
- 2020년 갬성캠핑  9~10회 게스트
- 2021년 TVN  《라켓보이즈》 고정출연
- 2021년 11월 17일 (디즈니+) 런닝맨: 뛰는 놈 위에 노는 놈 3회
- 2022년 《톡파원 25시》 (JTBC) 공동MC
- 2022년 판타스틱 패밀리-DNA 싱어 1회 ~2회 패널
- 2022년~ 2023년 개며느리 ★(E채널) 고정출연
- 2023년 《명동사랑방》(ENA) - 공동진행
- 2023년 《수학 없는 수학여행》(SBS) - 고정출연
- 2023년 《편먹고 공치리5 승부사들》(SBS) - 고정출연
- 2023년 《부름부름 대행사》 (JTBC) - 고정출연
- 2024년 《아파트 404 (가제)》 (tvN) - 고정출연
- (2026년) 《범죄도시5》 ... 생존

### 웹예능
- 2023년 《핑계고》(유튜브)
- 2024년 《핑계고》(유튜브)
- 2024년 《쑥쑥》(유튜브)
- 2025년 《핑계고》(유튜브)

### 드라마
- 《스타일》 (2009, SBS)
- 《행군 시즌 1》 (2011, 국군방송) - 조명석 일병 역
- 《미생물》 (2015, tvN)
- 《앵그리맘》 (2015, MBC) - 택시기사 삼총사 역
- 《바보 사나이>- 택시기사역 (특별출연)

## 광고
- 2013년 ABC마트 (with 이용진)
- 2013년 한화
- 2014년 빅스타푸드 (with 이용진)
- 2016년 와이젬 돈버는키보드
- 2016년 기아 K3
- 2018년 보건복지부
- 2018년 룽투코리아 열혈강호 for kakao
- 2018년 ~ 동국제약 마데카솔 (with 양세형)
- 2018년 농심 스파게티
- 2020년 GS25 편의점택배
- 2020년 카스 (with 백종원, 양세형)
- 2020년 LG유플러스
- 2021년 검은강호2:이터널 소울 -모바일 게임

## 음반
- 웅이네 1집 <Only One>(온라인 재생불가)

-<T> 난 너 하나면 돼
-한번만 더
-끌려
- 웅이네 2집 <The 2nd Story>

-<T> 잘해줄게
-여름이 왔어
-못말려 정말
-한번만 더 (Club Mix)
- 트리플악셀 1집

-<T> 싹
- 견습생

## 수상 및 후보
| 연도 | 시상식                     | 부문                           | 작품                                               | 결과 |
| ---- | -------------------------- | ------------------------------ | -------------------------------------------------- | ---- |
| 2008 | 제9회 대한민국 영상대전    | 코미디 부문 포토제닉상         | 웃찾사 - 웅이아버지                                | 수상 |
| 2008 | SBS 연예대상               | 코미디 부문 남자 최우수상      | 웃찾사 - 웅이아버지                                | 수상 |
| 2016 | tvN10 어워즈               | 남자 부문 코미디상             | 코미디 빅리그                                      | 후보 |
| 2016 | MBC 방송연예대상           | 쇼 버라이어티 부문 신인상      | 우리결혼했어요 시즌4                               | 후보 |
| 2017 | SBS 연예대상               | 글로벌 스타상                  | 런닝맨                                             | 수상 |
| 2019 | SBS 연예대상               | 쇼 버라이어티 부문 우수상      | 런닝맨                                             | 수상 |
| 2020 | KBS 연예대상               | 쇼 버라이어티 부문 남자 우수상 | 날아라 슛돌이 - 뉴 비기닝, 랜선장터-보는 날이 장터 | 후보 |
| 2020 | SBS 연예대상               | 골든콘텐츠상                   | 런닝맨                                             | 수상 |
| 2021 | SBS 연예대상               | 버라이어티부문 남자 최우수상   | 런닝맨                                             | 수상 |
| 2022 | MBC 방송연예대상           | 뮤직/토크 쇼 부문 남자 우수상  | 구해줘! 홈즈                                       | 수상 |
| 2023 | SBS 연예대상               | 남자 최우수상                  | 런닝맨, 수학 없는 수학여행 편먹고 공치리           | 후보 |
| 2023 | SBS 연예대상               | 신스틸러상                     | 런닝맨, 수학 없는 수학여행 편먹고 공치리           | 수상 |
| 2023 | MBC 방송연예대상           | 남자 부문 우수상               | 구해줘 홈즈                                        | 후보 |
| 2024 | 대한민국 퍼스트브랜드 대상 | 남자 예능인 부문               | 런닝맨                                             | 수상 |

## 홍보대사
- 2017년 2017 농촌재능나눔 릴레이 홍보대사[4]

## 같이 보기
- 양세형
- 유재석
- 김종국
- 지석진
- 하하
- 허준
- 강성민
- 투니버스
- 온게임넷(OGN)
- 조현민
- 류경진
- 송지효
- 이광수
- 이진호
- 전소민
- 이용진
- 오인택
- 웃찾사
- 런닝맨
- 켠김에 왕까지